# Lucy Sullivan wychodzi za mąż
Lucy Sullivan wychodzi za mąż (ang. Lucy Sullivan Is Getting Married, 1999–2000) – brytyjski serial komediowy nadawany przez stację ITV od 8 listopada 1999 roku do 26 grudnia 2000 roku. W Polsce nadawany dawniej na kanałach TVP2, Zone Romantica i TV4. Serial powstał na podstawie powieści Marian Keyes pod tym samym tytułem, który został wydany w 1996 roku.

## Obsada
- Sam Loggin jako Lucy Sullivan
- Letitia Dean jako Charlotte
- Zoë Eeles jako Karen
- Gwyneth Strong jako Hetty
- Debbie Chazen jako Meredia
- Sara Stockbridge jako Megan
- Gerard Butler jako Gus
- Cameron Jack jako George
- Niall Buggy jako pan Sullivan
- Frances Tomelty jako pani Sullivan
- Simon Greenall jako Richard
- James Hillier jako Steve
- Pascal Langdale jako Daniel
- David Simeon jako Ken
- Michael Troughton jako Ivor
- Shirley Stelfox jako pani Nolan

## Spis odcinków
| N/o            | Tytuł angielski        |
| -------------- | ---------------------- |
|                |                        |
| SERIA PIERWSZA |                        |
|                |                        |
| 01             | Along the A40          |
|                |                        |
| 02             | On the Embankment      |
|                |                        |
| 03             | At the Albert Hall     |
|                |                        |
| 04             | Just off Oxford Street |
|                |                        |
| 05             | At the Carvery         |
|                |                        |
| 06             | To Scotland and Back   |
|                |                        |
| 07             | In Harley Street       |
|                |                        |
| 08             | Across Town            |
|                |                        |
| 09             | Back to Uxbridge       |
|                |                        |
| SERIA DRUGA    |                        |
|                |                        |
| 10             | In Covent Garden       |
|                |                        |
| 11             | Outside the Cinema     |
|                |                        |
| 12             | Among the Clubbers     |
|                |                        |
| 13             | In the Cells           |
|                |                        |
| 14             | Over the Dry Cleaners  |
|                |                        |
| 15             | In the Boardroom       |
|                |                        |
| 16             | To the Airport         |
|                |                        |